# Opisthoxia amabilis
Opisthoxia amabilis är en fjärilsart som beskrevs av Pieter Cramer 1776. Opisthoxia amabilis ingår i släktet Opisthoxia och familjen mätare. Inga underarter finns listade i Catalogue of Life.

## Bildgalleri

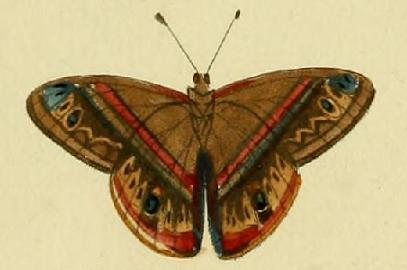